# Marcel Philippart
Marcel Eugène Ernest Philippart de Foy (Bastenaken, 15 februari 1884 - Knokke, 13 september 1966) was een Belgisch volksvertegenwoordiger.

## Levensloop
Philippart was een van de zes kinderen van Constant Philippart de Foy (1847-1926) en van Cordule Misser (1855-1934). Hij trouwde in 1922 met Marie-Louise Bouvy (1894-1984). Hij promoveerde tot doctor in de rechten en werd advocaat. 
Hij werd provincieraadslid in 1921 en bleef het tot in 1936.
In 1936 werd hij verkozen tot katholiek, later PSC (België)-volksvertegenwoordiger voor het arrondissement Luik en vervulde dit mandaat tot in 1958. Hij werd secretaris van de Kamer (1944-1950) en ondervoorzitter (1950-1958). 

## Publicaties
- Nous jurons de rester Belges, in: Temps Nouveaux, 8 april 1950.
- Déconcentration et décentralisation, in: Revue Politique, 20 oktober 1953.
- La confusion des pouvoirs, in: Journal des Tribunaux, 17 december 1961.